# 차드의 행정 구역

차드의 행정 구역

차드는 현재 22개 주(régions)로 구성되어 있다. 차드는 1960년 독립 당시부터 1999년까지 14개 현(préfectures)으로 구성되어 있었지만 1999년에 실시된 행정 구역 개편에 따라 28개 주(départements)로 구성되었다. 그 후 2002년에 18개 주로 개편되었으며 2008년 2월 19일 4개 주가 신설되면서 오늘에 이른다.
1. 바타주 (Batha)
2. 샤리바기르미주 (Chari-Baguirmi)
3. 하제르라미주 (Hadjer-Lamis)
4. 와디피라주 (Wadi Fira)
5. 바르엘가젤주 (Barh El Gazel)
6. 보르쿠주 (Borkou)
7. 엔네디주 (Ennedi)
8. 게라주 (Guéra)
9. 카넴주 (Kanem)
10. 라크주 (Lac)
11. 로곤옥시당탈주 (Logone Occidental)
12. 로곤오리앙탈주 (Logone Oriental)
13. 망둘주 (Mandoul)
14. 마요케비에스트주 (Mayo-Kebbi Est)
15. 마요케비우에스트주 (Mayo-Kebbi Ouest)
16. 무아얭샤리주 (Moyen-Chari)
17. 와다이주 (Ouaddaï)
18. 살라마트주 (Salamat)
19. 실라주 (Sila)
20. 탕질레주 (Tandjilé)
21. 티베스티주 (Tibesti)
22. 은자메나 (N'Djamena)

## 기존의 행정 구역

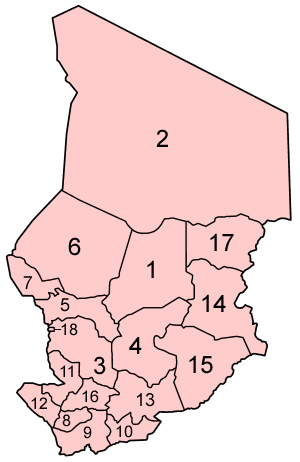
2002년 10월부터 2008년 2월 18일까지 존재한 차드의 행정 구역

다음은 2002년 10월부터 2008년 2월 18일까지 존재한 차드의 행정 구역 목록이다.
1. 바타주
2. 보르쿠엔네티티베스티주
3. 샤리바기르미주
4. 게라주
5. 하제르라미주
6. 카넴주
7. 라크주
8. 로곤옥시당탈주
9. 로곤오리앙탈주
10. 망둘주
11. 마요케비에스트주
12. 마요케비우에스트주
13. 무아얭샤리주
14. 우아디주
15. 살라마트주
16. 탕질레주
17. 와디파라주
18. 은자메나

## 같이 보기
- ISO 3166-2:TD